# Pueraria imbricata
Pueraria imbricata är en ärtväxtart som beskrevs av Laurentius Josephus Gerardus Jos van der Maesen. Pueraria imbricata ingår i släktet Pueraria och familjen ärtväxter. Inga underarter finns listade i Catalogue of Life.